# Kragerup
Kragerup ligger i Ørslev Sogn i Kalundborg Kommune. Det ligger øst for Høng, omkring 12 km nord for Slagelse. Det er en hovedgård, der er kendt tilbage fra 1300-tallet.

## Historie
Kragerups historie går tilbage til 1327, hvor der lå en landsby, som hed Krakæthorp (torp = udflytterlandsby). I middelalderen lå der ofte en gård af samme navn i landsbyerne, og dette var ingen undtagelse. Gården var ejet af adelsmanden Matheus Jakobsen Taa.
Gården blev i 1610 overtaget af Christian Friis, og her tager historien fart. Han blev i 1616 udnævnt til kansler under kong Christian 4. og blev landets øverste embedsmand. Han øgede besiddelserne markant med ekstra jorder ved at erhverve bøndergårde i de nærliggende landsbyer. I 1615 blev gården udvidet ved køb og nedlæggelse af seks bøndergårde i landsbyen Kragerup. Først nu var Kragerup et større gods. Friis tilkøbte betydelige arealer og gjorde Kragerup til et betydeligt og værdifuldt gods på trods af sine mange gøremål for konge og fædreland. Han erhvervede en lang række bøndergårde, der blev fæstegårde, som ydede hoveri på Kragerupgård.
- 1616 – 8 gårde i Solbjerg
- 1620 – 5 gårde i Tåderup og 4 gårde i Skellebjerg
- 1625 – 2 gårde i Reerslev og 2 gårde i Knudstrup
- 1627 – 14 bøndergårde i Ørslev

I 1621 opførte Christian Friis en gård et nyt sted: umiddelbart nordvest for landsbyen. Han byggede en stor ny hovedbygning på tre fløje på en borgholm midt i den sø, som voldgraven i dag er rester af. Fra hans tid står hvælvingskælderen tilbage. Hovedbygningen var dengang spejlvendt med vindebro mod øst.
Christian Friis fik desuden i 1627 birkeret på Kragerupgård, og han fik tilladelse til at lægge Ørslev by under Kragerupgårds Birk. I 1805 blev Kragerupgårds Birk atter lagt under Løve Herred.
Det var Christian Friis, der skabte Kragerupgård som en borggård. Også efter hans død i 1639 er Kragerupgård vokset.
Senere kendte ejere var af slægterne Urne, Juul og Lerche og Fogh. Sidstnævnte dyrkede de første kartofler på Sjælland, oprettede stor uldfabrik og dambrug med mange store karpedamme.
Landsbyen Kragerup forsvandt endeligt omkring år 1800, da de sidste gårde blev udflyttet. Kragerup lå, hvor den nuværende indkørsel til godset ligger. Efter landsbyen Kragerup forsvandt, er navnet anvendt om godset.
Siden 1801 er Kragerup gået i arv gennem otte generationer af slægten Dinesen. Den første ejer af slægten var Justitsråd Jens Kraft Dinesen, der var født i Roskilde i 1768 og vokset op på Gyldenholm. I 1800 solgte han Gyldenholm og købte Kragerup i 1801. Forfatteren Karen Blixen, født Dinesen (1885-1962), hører også til familien og kom på Kragerup i sine unge dage for at besøge sin familie.
Den nuværende ejer er Birgitte Dinesen er ældste datter af Marie Louise og kammerherre, hofjægermester Erik Dinesen.
Der er sket betydelige ændringer siden Erik Dinesen overtog i 1960. Parken er totalt omlagt, avlsbygningerne nybyggede eller moderniserede og tilhørende beboelser og huse istandsat. Hovedbygningen er totalt moderniseret i 1967.

## I dag
Kragerup Gods er i dag et stort moderne landbrug bestående af 1200 hektar med Rugård. Der er en besætning af højlandskvæg og får. Der hører 28 beboelser til godset, hvoraf mange udlejes.
Den smukke gamle hvælvingskælder og det gamle godskøkken er renoveret og benyttes i dag til selskabslokaler. I hovedbygningens sydlige fløj er indrettet gårdbutik. Retter fra en nyfunden samling kogebøger bliver serveret her.
Kragerup Gods er i dag et 4-stjernet hotel- og konferencecenter, som kan huse mange typer af arrangementer.
I september 2009 åbnede Danmarks første aktivitetsbane i trætoppene, Kragerup Go High, ved Kragerup Gods. Kragerup Go High er siden åbningen blevet udvidet med to nye baner.
Efter opførslen af Kragerup Go High er der på Kragerup Gods opstået en ny stor aktiv del, hvor der tilbydes forskellige events, primært i form af teambuilding i forskellige afskygninger.
I 2009 modtog trætopbanen Østdansk Turismes innovationspris. Prisen blev uddelt første gange dette år, og den bliver givet til turistattraktioner, der er nytænkende og gode til at tiltrække turister. De øvrige nominerede var Kalvehave Labyrintpark, Middelaldercentret, Noorbohandelen og Nykøbing F. Revyen.
I foråret 2012 opførte Kragerup 6 stk Siemens 3 MW gearløse vindmøller 1 km sydøst for godset. Et 117 hektar solcelleanlæg opføres på lavbundsjord i 2025, og giver 120 GWh/år. I 2025 opstilles også et 3,7 MW batteri.

## Ejere af Kragerup
- (1327-1356) Matheus Jacobsen Taa
- (1356-1376) Jens Nielsen Neb
- (1376-1381) Forskellige Ejere
- (1381-1399) Hartvig Bryske
- (1399-1428) Henrik Jensen Nebs
- (1428-1445) Morten Jensen Gyrsting
- (1445-1466) Folmer Mortensen Gyrsting / Oluf Mortensen Gyrsting / Claus Bryske / Eskil Gøye
- (1466-1479) Claus Bryske / Eskil Gøye / Johan Oxe / Oluf Mortensen Gyrsting / Enke Fru Gyrsting
- (1479-1485) Claus Bryske / Eskil Gøye / Johan Oxe / Oluf Mortensen Gyrsting
- (1485-1490) Oluf Mortensen Gyrsting
- (1490-1500) Anne Olufsdatter Gyrsting gift Skram
- (1500-1536) Peder Skram
- (1533-1543) Ove Vincentsen Lunge
- (1543) Dorte Ovesdatter Lunge gift Ulfeldt
- (1543-1563) Claus Ulfeldt
- (1563-1583) Eggert Ulfeldt
- (1583) Lisbet Christoffersdatter Galde – enke efter Eggert Ulfeldt
- (1583-1610) Jørgen Friis
- (1610-1639) Christian Friis
- (1639-1653) Barbara Wittrup gift Friis
- (1653-1656) Hans Friis til Clausholm
- (1656-1658) Frederik Knudsen Urne
- (1658-1686) Ove Juul
- (1686-1687) Christian Juul
- (1687-1705) Mette Marie Juul gift Lerskov
- (1705-1722) Jacob Lerche
- (1722-1762) Andreas Lauersen Fogh
- (1762-1764) Lars Andreasen Fogh
- (1764-1794) Clemens Andreasen Fogh
- (1794-1797) Christine Andreasdatter Fogh
- (1797-1801) Peder Bech
- (1801-1827) Jens Kraft Dinesen
- (1827-1840) Anders Didrich Dinesen
- (1840-1857) Sophie Jacobine de Neergaard gift Dinesen
- (1857-1910) Jens Kraft Jacob Sophus Dinesen
- (1910-1916) Jens Kraft Dinesen
- (1916-1932) Axel Wilhelm Dinesen
- (1932-1939) Ida van Deurs gift Dinesen
- (1939-1963) Jørgen Eigil Wiffert Dinesen
- (1960-1996) Erik Sophus Dinesen
- (1996-) Birgitte Dinesen

## Tidslinje Kragerup
- (1627) Trefløjet hovedbygning hvoraf nord- og sydfløjen med kælder delvis består
- (1705) Avlsbygninger af bindingsværk
- (1802) Nuværende midtfløj opført
- (1838-40) Sidefløjene ombygget
- (1842-43) Nye avlsbygninger
- (1892) Avlsgården brændt og genopført
- (1920) Hovedbygningen restaureret ved Jens Ingwersen